# اودونیس هازلم
اودونیس هازلم (انگلیسی: Udonis Haslem؛ زادهٔ ۹ ژوئن ۱۹۸۰) یک بازیکن بسکتبال اهل ایالات متحده آمریکا است.
از باشگاه‌هایی که در آن بازی کرده‌است می‌توان به میامی هیت اشاره کرد.